# Универзитетски клинички центар Србије
Универзитетски клинички центар Србије (УКЦС) један је од здравствених центара који се налази на општини Савски венац у Београду у Србији.
Састоји се из преко 30 клиника и центара који су специјализовани за психијатрију, кардиологију, ендокринологију, гинекологију, урологију и др. Капацитет клиничког центра је 3.150 кревета, што чини преко 30% укупног болничког смештаја у Београду. Укупан број запослених крајем децембра 2019. био је 7.345. По броју кревета једна је од највећих болница на свету.